# Franklin (Carolina del Nord)
Franklin è una città degli Stati Uniti d'America situata nella Carolina del Nord, nella Contea di Macon, della quale è anche il capoluogo.